# Lariscus obscurus
Lariscus obscurus är en däggdjursart som först beskrevs av Miller 1903. Den ingår i släktet Lariscus och familjen ekorrar.

## Underarter
Catalogue of Life samt Wilson & Reeder (2005) skiljer mellan tre underarter:
- Lariscus obscurus obscurus (Miller, 1903)
- Lariscus obscurus auroreus Sody, 1949
- Lariscus obscurus siberu Chasen and Kloss, 1928

## Beskrivning
Lariscus obscurus är en ekorre med spetsig nos och mörk ryggsida med svaga längsstrimmor, medan buksidan är mörkgrå, ibland med ett ljust silvergrått fält i mitten. Genomsnittlängden är 20 cm, exklusive svansen på omkring 9 cm. Medelvikten är 242 g.

## Utbredning
Denna ekorre förekommer i Sydostasien på Mentawaiöarna väster om Sumatra. 
'

## Ekologi
Litet är känt om arten, men det antas att den liksom andra medlemmar av släktet föredrar kulturpåverkad skog där de främst lever i buskage eller skogsbryn. Individerna är dagaktiva och marklevande.

## Bevarandestatus
IUCN kategoriserar arten globalt som nära hotad, och populationen minskar. Främsta hotet är habitatförstörelse, även om arten till viss del kan utvecklas även i degraderade habitat. Konkurrens från svartråtta och Rattus tiomanicus kan också spela en roll.